# Ззовні (повість)
«Ззовні» — фантастична повість радянських письменників Аркадія і Бориса Стругацьких, хронологічно перший опублікований спільний твір авторів.

## Історія створення
Оповідання «Ззовні» було опубліковане в 1958 році в журналі «Техніка — молоді» (перша публікація спільно написаного твору). Згодом розширене авторами до обсягу повісті і в цьому вигляді включене до авторської збірки науково-фантастичних оповідань «Шість сірників», випущеної в 1960 році видавництвом Детгиз.

## Сюжет
- Час дії: сучасність (1950-ті роки).
- Місце дії: Радянський Союз (Далекий Схід і Середня Азія).

Повість складається з трьох новел:
- «Людина в сітчастій майці. Розповідь офіцера штабу Н-ської частини майора Кузнєцова»,
- «Прибульці. Розповідь учасника археологічної групи „Апіда“ К. Н. Сергєєва»,
- «На борту „Летючого Голландця“. Розповідь колишнього начальника археологічної групи „Апіда“ Б. Я. Лозовського».

Новели являють собою звіти трьох осіб, які стали свідками й учасниками відвідин Землі космічними прибульцями. Порядок новел обумовлений поступовим «наближенням до розгадки».
Перше оповідання «Людина в сітчастій майці» ведеться від імені офіцера, який разом з товаришами знайшов у горах Далекого Сходу виснажену людину за обставин, незрозумілих і непояснених в рамках новели. Являє собою майже документальний опис сходження А. Стругацького на Авачинську сопку ще під час служби на Камчатці.
Друге оповідання «Прибульці» — звіт учасника археологічної експедиції, що став свідком дій Прибульців («павуків») у районі дії експедиції. В ньому стає зрозумілим підґрунтя першої новели і наводяться сторінки з щоденника автора і героя третьої частини повісті, який, як з'ясовується, наважується проникнути в корабель Прибульців. В основі — враження Б. Стругацького від археологічної експедиції в Пенджикент.
У заключній новелі «На борту „Летючого Голландця“» автор оповідання розповідає про своє перебування в кораблі Прибульців. З'ясовується, що корабель — повністю автоматизований агрегат, що автономно подорожує в космосі з метою дослідження і збору на відвідуваних планетах зразків фауни і флори, різноманітні химерні форми яких виявляє герой. Розумних «Господарів» на кораблі немає, а функції комплектування колекцій здійснюють кібернетичні пристрої, запрограмовані нехтувати прямоходячих істот, очевидно, щоб не захопити помилково розумних представників досліджуваних планет. Герой виходить на односторонній віддалений контакт з Господарями, які, не маючи безпосереднього доступу до ситуації, дають команду повернути «двоногу розумну істоту» на її рідну планету. Новела закінчується «Витягами з протоколу заключного засідання Сталінабадської комісії» з розслідування інциденту.

## Літературні й художні особливості
Принцип формування твору з частин, що описують події з точки зору різних героїв з притаманними стилістичними особливостями, буде застосовуватися Стругацькими в тому чи іншому вигляді, доволі часто. Див., наприклад, «Пікнік на узбіччі», «Равлик на схилі» тощо.
В описі «звіринця» на космічному кораблі автори вперше продемонстрували витончену фантазію у вигадуванні морфології істот інших планет, фантазію, яка допоможе їм у заселенні Лісу «Равлика...» і засмічуванні узбіччя «Пікніка...».
Епізод зі статуеткою трипалого чоловічка віщує уважність авторів до незвичайної деталі — важливий елемент художнього стилю зрілих Стругацьких.
Перші дві частини багато в чому засновані на особистих враженнях авторів: «Людина в сітчастій майці» — на враженнях Аркадія Стругацького від сходження на Авачинську сопку, «Прибульці» — участь Бориса Стругацького в археологічній експедиції в районі Пенджікента влітку 1957 року.

## Проблематика
У повісті виділяються дві проблеми:
- проблема контакту,
- кібернетизація.

Характерна оптимістична позиція авторів. Так, вони впевнені у повному взаєморозумінні цивілізацій і апріорної доброзичливості будь-якого розуму — положення, істинність яких стане для Стругацьких далеко неочевидною і зазнає ретельного дослідження в інших творах. Читач має право засумніватися і в «кібернетичному оптимізмі» повісті — виявивши на її сторінках муміфіковане тіло представника іншої цивілізації, який також випадково опинився на кораблі і загинув від виснаження. Залишається неясним, чи усвідомлювали автори цю деталь як натяк на латентні негаразди кібернетичного майбутнього.

## Публікації
Публікація оповідання в журналі «Техніка — молоді» містила багато спотворень. За спогадами Бориса Стругацького, «...автори вперше тоді безпосередньо зіткнулися з редакторським свавіллям: початковий варіант то скорочувався без усякої пощади, то в нього вимагали вставити щось нове і зовсім несподіване (радянсько-китайську дружбу, наприклад), то без пояснення причин наполягали на зміні назви „Прибульці“... Автори терпляче і покірливо йшли на все.»
Ще до публікації в журналі у співавторів виникла ідея розширити його до обсягу повісті, що була написана в 1958 році і видана в авторській збірці «Шість сірників» (1960).
У 1982 році повість була перекладена англійською мовою і надрукована в журналі «Soviet Literature Monthly», № 1 (січень 1982 р.). Надалі вона ще двічі видавалася в англомовних збірках фантастики: «Aliens, Travelers, and Other Strangers» (1984) та в антології світової фантастики Джеймса Ганна «The Road to Science Fiction 6: Around the World» (1998).

## Критика
Критика практично не мала претензій до повісті, за винятком В. Шитової («Юність», 1961, № 8), неприємно враженої населенням «звіринця», яка звинуватила авторів у збоченій фантазії.

## Інше
- Цікава паралель між збиранням представників фауни і флори у «Ззовні» кібернетичними прибульцями з космосу і «крадіжкою» ділянки біосфери в пізній фантастичній казці С. Ярославцева (псевдонім А. Стругацького) «Експедиція до пекла» «космічними піратами».

- Повість Кіра Буличова «Половина життя» з циклу творів про доктора Павлиша[ru] також описує життя людини на борту позаземного автоматичного корабля, який збирає зразки тваринного світу різних планет.